# Antonín Puč
Antonín Puč (16 de maig de 1907 a Jinonice - 18 d'abril de 1988 a Praga) fou un futbolista txec dels anys 20 i 30 i posterior entrenador.
Fou internacional amb Txecoslovàquia entre 1926 i 1939, amb la qual disputà 61 partits i marcà 35 gols. Participà en la Copa del Món de 1934, on marcà dos gols i fou finalista. Marcà el gol de Txecoslovàquia a la final davant Itàlia, on l'equip fou derrotat per 2 a 1. També jugà al Mundial de 1938. Pel que fa a clubs, passà la major part de la seva carrera a l'Slavia Praga. També fou entrenador als anys 1940.